# Tardo autunno
Tardo autunno (秋日和?, Akibiyori) è un film del 1960 diretto da Yasujirō Ozu.

## Trama
In occasione del settimo anniversario della morte di Miwa, tre suoi amici di mezza età, Mamiya, Taguchi e Hirayama, ricordano alcuni momenti della loro gioventù, in particolare quando erano tutti e tre invaghiti della bellissima Akiko, quarantacinquenne vedova del defunto. Lei e sua figlia Ayako da ormai sette anni vivono da sole, traendo sostegno l'una dall'altra, ma è opinione di molti che per la ventiquattrenne Ayako sia giunta l'ora di sposarsi. Ma a nulla servono i tentativi di Mamiya, Taguchi e Hirayama di trovarle un partner, né il desiderio di Akiko di vederla finalmente realizzata; Ayako non ne vuole sapere di maritarsi per poi lasciare sola sua madre.
È a questo punto che i tre amici capiscono che l'unico modo per convincerla è trovare un marito anche ad Akiko: Hirayama, vedovo anche lui da diversi anni, è il partito ideale. Ma i tre non hanno fatto i conti né con la donna, che vive ancora nel ricordo dell'amato marito e per questo non si vuole risposare, né con Ayako, che nel frattempo si è innamorata del giovane Goto. La ragazza, ricevuta la falsa notizia dell'imminente matrimonio tra sua madre e Hirayama, va su tutte le furie, credendola ancora legata al defunto marito; chiarito alla fine l'equivoco e fatta la pace con sua madre, Ayako convola a nozze con Goto, per la felicità e la soddisfazione di tutti.

## Produzione
- Sceneggiatura: basata sul soggetto di Tarda primavera[1], la sceneggiatura del film fu scritta da Ozu in collaborazione con Satomi Ton, che vi incluse alcune parti delle sue opere[1].
- Riprese: le riprese del film, effettuate tra il luglio e il novembre 1960, subirono un'interruzione a causa di una controversia finanziaria dovuta alla scrittura di Yoko Tsukasa, ingaggiata in prestito dalla Toho[1].

## Distribuzione

### Date di uscita
- 13 novembre 1960 in Giappone[2][3]
- 3 ottobre 1967 in Germania Ovest (Spätherbst)[3]
- 16 ottobre 1973 negli Stati Uniti (Late Autumn)[3]

### Divieti
Il film è stato sottoposto a limitazioni in Portogallo, dove la visione è vietata ad un pubblico minore di dodici anni.

### Edizione italiana
Indicato anche con il titolo Giorni sereni d'autunno, il film ha subìto un adattamento in italiano a cura di Gianfranco Bellini e Alfredo Medori.

## Accoglienza

### Critica
- È una variazione sui temi di Tarda primavera con una componente umoristica in più (...) Terzultimo film di Ozu, sempre coerente con sé stesso nella magistrale semplicità del suo linguaggio. Commento del dizionario Morandini che assegna al film tre stelle su cinque di giudizio.[6]
- Il dizionario Farinotti assegna al film tre stelle su cinque di giudizio[7]
- Rotten Tomatoes assegna al film un punteggio di 8.3/10.[8]
- Il Mereghetti. Dizionario dei film (1993): ***

«Ozu... infittisce i richiami ai propri film precedenti... il senso della "serena accettazione dell'ineluttabile" è sempre espresso con uno stile semplice e rigoroso che lascia ammirati.»